# صائد الوحش
صائد الوحش (بالإنجليزية: Monster Hunter)‏ هو فيلم فنتازيا، أكشن، إثارة أمريكي لعام 2020 من إخراج بول أندرسون. من بطولة ميلا جوفوفيتش، توني جا، رون بيرلمان، تي.آي.، ميجان جود وديجو بونيتا.

## نبذه
يتم نقل أرتميس (ميلا جوفوفيتش) وهي قائد فريق عسكري تابع للأمم المتحدة، إلى مجال آخر مأهول بالوحوش، وهناك تلتقي ب(الصياد)، حيث يجب عليهما إغلاق البوابة لمنع الوحوش من مهاجمة الأرض.

## روابط خارجية
- الموقع الرسمي
- صائد الوحش على موقع IMDb (الإنجليزية)
- صائد الوحش على موقع ميتاكريتيك (الإنجليزية)
- صائد الوحش على موقع روتن توميتوز (الإنجليزية)
- صائد الوحش على موقع ألو سيني (الفرنسية)
- صائد الوحش على موقع أول موفي (الإنجليزية)
- صائد الوحش على موقع بوكس أوفيس موجو (الإنجليزية)
- صائد الوحش على موقع فيلمافينيتي (الإسبانية)
- صائد الوحش على موقع قاعدة بيانات الفيلم (الإنجليزية)
- صائد الوحش على موقع ليتربوكسد (الإنجليزية)
- صائد الوحش على موقع كينوبويسك (الروسية)